# Condado de Miami (Indiana)
O Condado de Miami é um dos 92 condados do Estado americano de Indiana. A sede do condado é Peru, e sua maior cidade é Peru. O condado possui uma área de 977 km² (dos quais 5 km² estão cobertos por água), uma população de 36 082 habitantes, e uma densidade populacional de 37 hab/km² (segundo o censo nacional de 2000). O condado foi fundado em 1834.